# Баландин (лунный кратер)
Кратер Баландин (лат. Balandin) — небольшой ударный кратер, расположенный в восточной части огромного кратера Гагарин на обратной стороне Луны. Название дано в честь советского химика, академика АН СССР, Алексея Александровича Баландина (1898—1967) и утверждено Международным астрономическим союзом в 1976 г.

## Описание кратера
На северо-западе от кратера находится кратер Граве, на северо-востоке — кратер Арминский, на востоке-юго-востоке — кратер Сирано, на юге — кратер Расплетин. Селенографические координаты центра кратера — 18°56′ ю. ш. 152°35′ в. д. / 18,94° ю. ш. 152,58° в. д., диаметр — 11,8 км, глубина 2 км.
Кратер имеет форму перевернутой на бок латинской буквы D, что объясняется, вероятно, низким углом импакта или влиянием соседнего импакта. Высота вала над окружающей местностью составляет 450 м, объем кратера приблизительно 70 км³. Плоский участок дна чаши кратера невелик по размерам, чаша кратера заполнена породами, выброшенными при соседних импактах. Кратер окружен соизмеримыми по размеру кратерами.

## Сателлитные кратеры
Отсутствуют